# Андреацијева повеља
Андреацијева повеља је дијело Андреација, которског грађанина, који је 809. године подигао цркву светог Трипуна. Повеља је сачињена од три цјелине: 1) Прича о Теодори; 2) Пренос моштију св. Трипуна и 3) Андреацијев тестамент. У причи о Теодори (Анријацијевој кћери) која је учинила завјет дјевичанства, наводи њену жељу да јој отац подигне „inclausuram“ у истој цркви. Византијски судија, који је столовао у Дукљи, хтио је да на силу отме Теодору, а када је она то сазнала, одлучила је да је боље умријети него починити гријех. Текст се завршава тако што је Андреаци у ноћи предвиђеној за отмицу, одстранио своју кћер из куће, да би је заштитио. У причи о Теодори се помиње и друга кћерка Андреација, именом Марија, син Петар, као и жена Марија. У причи о преносу моштију св. Трипуна, помиње се Андреацијев откуп остатака овог свеца од венецијанских морепловаца (за двјеста римских солида и једну круну) уз завјет да ће моштима подићи цркву.